# Тропинино
Тропинино — поселок в Багратионовском районе Калининградской области. Входит в состав Пограничного сельского поселения.

## История
До 1785 года населенный пункт назывался Хейде, до 1820 года - Феддерауше Хайде, позже закрепилось название Хайде. 
В 1950 году Хайде был переименован в поселок Тропинино.

## Население
| 2002 | 2010 |
| ---- | ---- |
| 11   | ↘8   |

В 1910 году население составляло 39 жителей.